# والبروننا
والبروننا (به ایتالیایی: Valbrevenna) یک کومونه در ایتالیا است که در استان جنوا واقع شده‌است. والبروننا ۳۵٫۲ کیلومتر مربع مساحت و ۷۶۴ نفر جمعیت دارد.